# Пйотрувка (Опольське воєводство)
Пйотрувка (пол. Piotrówka) — село в Польщі, у гміні Ємельниця Стшелецького повіту Опольського воєводства.
Населення — 975 осіб (2011).

## Демографія
Демографічна структура станом на 31 березня 2011 року:
|          | Загалом | Допрацездатний вік | Працездатний вік | Постпрацездатний вік |
| -------- | ------- | ------------------ | ---------------- | -------------------- |
| Чоловіки | 493     | 78                 | 350              | 65                   |
| Жінки    | 482     | 75                 | 290              | 117                  |
| Разом    | 975     | 153                | 640              | 182                  |